# 貝爾瓦洛 (印地安納州)
貝爾瓦洛（英語：Bear Wallow）是位於美國印地安納州布朗縣的一個非建制地區。該地的面積和人口皆未知。

## 地理
貝爾瓦洛的座標為39°19′25″N 86°22′08″W / 39.32361°N 86.36889°W，而該地的平均海拔高度為290米（即951英尺）。